# بلوچ‌های آمریکا
بلوچ‌های آمریکایی یک بخشی از بلوچ‌های آمریکایی دور از وطن اصلی خویش هستند که در آمریکا زندگی می‌کنند.